# Zgornji Čačič
Zgornji Čačič je naselje v Občini Osilnica.